# Phrynobatrachus perpalmatus
Espèce
Synonymes
- Phrynobatrachus perpalmatus werneri Ahl, 1924

Statut de conservation UICN

 LC  : Préoccupation mineure
Phrynobatrachus perpalmatus est une espèce d'amphibiens de la famille des Phrynobatrachidae.

## Répartition
Cette espèce se rencontre au Malawi, au Mozambique, en République démocratique du Congo, au Soudan, au Soudan du Sud, en Tanzanie et en Zambie,.

## Publication originale
- Boulenger, 1898 : Fourth report on additions to the batrachian collection in the Natural History Museum. Proceedings of the Zoological Society of London, vol. 1898, p. 473-482 (texte intégral).